# Ecovia do Vez

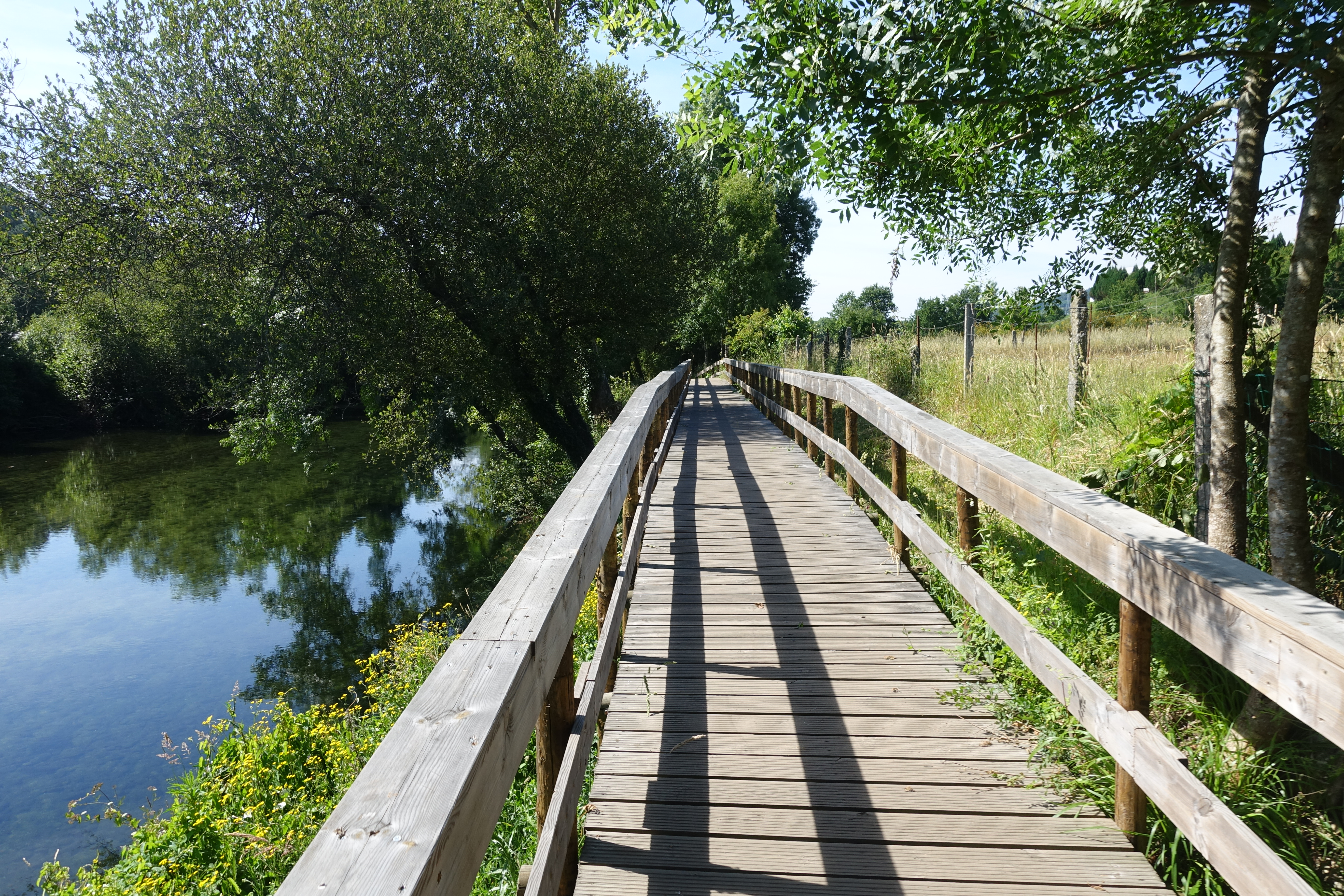
Percurso em passadiço na margem do rio Vez

A Ecovia do Vez é uma ecovia pedestre e ciclável no município de Arcos de Valdevez, em Portugal. O percurso tem 32 quilómetros de extensão e acompanha as margens dos rios Lima e Vez entre São Paio de Jolda e Sistelo. A construção teve início em 2013 e o último troço foi inaugurado em 2022. As margens dos rios Lima e Vez são sítios de importância comunitária da rede Natura 2000.